# Desmia repandalis
Desmia repandalis là một loài bướm đêm trong họ Crambidae.